# 85386 Payton
85386 Payton è un asteroide della fascia principale. Scoperto nel 1996, presenta un'orbita caratterizzata da un semiasse maggiore pari a 2,6857272 UA e da un'eccentricità di 0,1152501, inclinata di 13,64003° rispetto all'eclittica.